# Keller Ákos
Keller Ákos (Székesfehérvár, 1989. március 28. –) magyar válogatott kosárlabdázó.

## Pályafutása

### Klubcsapatokban
Szülővárosában kezdett kosárlabdázni, majd 2007-ben felkerült az Alba Fehérvár csapatának első keretéhez. Hamar meghatározó tagja lett az Albának, ahonnan a válogatottba is bekerült. 2012 nyarán részt vett a Phoenix Suns nyári táborában és külföldről is érdeklődtek iránta, voltak olasz, görög és francia ajánlatai, a szerb Kragujevac pedig konkrét ajánlatot tett érte, azonban a jobb térdét műteni kellett egy porcleválás miatt, így végül maradt a székesfehérvári csapat játékosa. A 2012–13-as szezont követően bajnoki címet nyert az Albával, majd a rivális Szolnoki Olajhoz szerződött.
A szolnoki csapattal a bajnokságban és a kupában két egymást követő évben is egyaránt első helyen végzett az időközben a válogatott csapatkapitány-helyettesévé váló Keller, aki 2015 nyarán egy évvel meghosszabbította lejáró szerződését a Tisza-parti klubbal. 2016 nyarán visszatért az Albához, ahol az idény végén újabb bajnoki címet ünnepelhetett, immáron egymást követő ötödik szezonja végén. 2018 nyarán az Élan Béarnais Pau-Lacq-Orthez csapatához igazolt. Sérülése, majd vakbélműtéte miatt csak októberben tudott először pályára lépni a francia csapatban. 
A szezon folyamán nem kapott sok játéklehetőséget, majd 2019 nyarán Körmendre igazolt. A szerződésében szereplő kitétel lehetővé tette, hogy külföldi csapat megkeresése esetén távozhasson, és ezt kihasználva október végén a horvát KK Zadarhoz szerződött. 2020 februárjában szerződést bontott a horvát együttessel, majd az olasz másodosztályú Orlandina Basket játékosa lett. A koronavírus-járvány miatt félbeszakított szezonban három bajnokin lépett pályára, majd szerződést bontott csapatával. 2020 júliusában a lengyel Śląsk Wrocław játékosa lett. 2021 januárjában szerződést bontott a Wrocławval, amelyben 18 bajnoki mérkőzésen lépett parkettre, ezeken pedig 5,9 pontot, 5,2 lepattanót és 1,3 gólpasszt átlagolt. Ezt követően visszatért Magyarországra és a Falco játékosa lett.

### A válogatottban
A magyar válogatott tagjaként részt vett a 2017-es Európa-bajnokságon.

## Család
Keller Ákosnak két testvére is kosárlabdázik, Vidor és Iván is volt az Alba játékosa.